# Museo diocesano di Bari
Il Museo diocesano è un museo religioso di Bari, con una sede distaccata anche a Bitonto, dedicato al patrimonio dell'Arcidiocesi di Bari-Bitonto.
La sede di Bari si trova al piano primo del Palazzo Arcivescovile e del Seminario, mentre quella di Bitonto nell'antico convento della Chiesa di San Francesco.

## Storia
Il museo è stato voluto da Andrea Mariano Magrassi e fu inaugurato il 7 giugno 1981, con la sezione di Bitonto che aprì nel 1986, grazie anche all'impegno di Francesco Cacucci.

## Collezione
La sezione di Bari è divisa in cinque sezioni:
- Sala delle sculture: tratta la storia architettonica del Duomo di Bari, dalle origini paleocristiane alle evoluzioni longobarde e bizantine, si notano le opere di Anseramo da Trani e di Peregrino di Salerno
- Pinacoteca: contiene i quadri della Cattedrale e altre chiese della città vecchia che vanno dal XVI al XVIII secolo, ci sono opere di maestri come il Tintoretto, il Veronese, Andrea Bordone, Corrado Giaquinto e il Paris Bordon. C'è anche una sezione di iconografia russa
- Sala del tesoro, dove sono presenti vari manufatti liturgici con materiali preziosi, compresi busti reliquiari e porta-olio
- Sale degli Exultet e del Benedizionale, al centro dell'esposizione, con testi pastorali dell'area beneventana del XI secolo
- Sala dei paramenti, dove sono presenti paramenti di vari tipi dai secoli XV al XX

Nella sezione di Bitonto si inizia dall'influenza bizantina fino a raggiungere alcuni rari esempi di cultura francescana nel Meridione d'Italia, ci sono poi esempi di arte ricca della Controriforma e degli arredi e paramenti sacri.